# Cratere Tashmetum
Tashmetum è un cratere sulla superficie di Ganimede.